# Militärflugplatz Łask

i7
i11
i13
Die 32. Baza Lotnictwa Taktycznego (32. Taktischer Luftstützpunkt) ist ein Militärflugplatz der polnischen Luftstreitkräfte (Siły Powietrzne Rzeczypospolitej Polskiej). Die Basis liegt in der Woiwodschaft Łódź im Łask etwa 25 Kilometer südwestlich von Łódź. Sie ist eine von zwei Einsatzbasen der F-16-Kampfflugzeuge.

## Geschichte
Die Basis wurde 1965 zweiter Standort des in Krakau Rakowice-Czyżyny beheimateten 2. Pułk Lotnictwa Myśliwskiego (2. Kampfflugzeug-Regiment). Die Einheit wurde 1967 in 10. Pułk Lotnictwa Myśliwskiego (10. Kampfflugzeug-Regiment) umbenannt und ihr am längsten geflogene Muster zu Zeiten des Warschauer Pakts war die MiG-21.
Die 32. Basis entstand 2001 in Folge einer Umorganisation der polnischen Luftstreitkräfte und auch des 10. PLM im Hinblick auf den Beitritt zur NATO, mit der 10. Staffel als fliegendem Einsatzverband. Die 10. Staffel wurde im Januar 2003 als MiG-21MF/UM Einheit vorübergehend deaktiviert und begann fünfeinhalb Jahre später im Oktober 2008 den Flugbetrieb mit der F-16C/D.
Auf Grund einer 2011 geschlossenen Regierungsvereinabrung kommt es seit 2013 regelmäßig zu temporären Verlegungen von US-amerikanischen Kampfflugzeugen auf die Basis. Als Folge des Russischen Überfalls auf die Ukraine operierten im Frühjahr 2022 zunächst auch US-amerikanische F-15C/E aus RAF Lakenheath und der Seymour Johnson AFB von Łask aus. Diese wurden im April des Jahres durch F/A-18 von der MCAS Beaufort ersetzt.

## Heutige Nutzung
Die Basis beherbergt zurzeit (2024) folgende Verbände:
- 10 Eskadra Lotnictwa Taktycznego (10 ELT), taktische Staffel, seit 2008 mit F-16C/D Block 52-Jagdflugzeugen ausgerüstet. Daneben gibt es nichtfliegende Verbände.

Die United States Air Force (USAF) nutzt die Basis daneben seit 2012. Ein Detachment, das Det 1 der Spangdahlemer 52nd Operations Group der USAFE, organisiert seit 2013 die in der Regel viermal pro Jahr auf Rotationsbasis stattfindende Verlegungen von Einheiten aus den CONUS.